# Literatura de Corea
La literatura coreana es la literatura producida por los coreanos, principalmente en coreano y, a veces, en chino clásico. Durante gran parte de los 1,500 años de historia literaria de Corea, fue escrito en Hanja. Comúnmente se divide en períodos clásicos y modernos, aunque esta distinción a veces no está clara.

## Poesía clásica
La poesía clásica coreana tiene sus raíces en las creencias populares tradicionales y en los cuentos populares de la península de Corea. Hay cuatro formas poéticas tradicionales principales:
- Hyangga ("canciones nativas");
- pyolgok ("canciones especiales"), o changga ("poemas largos");
- sijo ("melodías actuales");
- kasa (poesía coreana) ("versos").

Otras formas poéticas que florecieron brevemente incluyen el estilo kyonggi, en los siglos XIV y XV, y el akchang ("palabras para cantar") en el siglo XV. El akchang más representativo es Yongbi och'on ka (1445-47; Songs of Flying Dragons), un ciclo recopilado en alabanza de la fundación de la dinastía Yi. La poesía coreana originalmente estaba destinada a ser cantada, y sus formas y estilos reflejan sus orígenes melódicos. La base de su prosodia es una línea de grupos alternos de tres o cuatro sílabas, que es probablemente el ritmo más natural del idioma.
Una de las primeras poesías o canciones líricas famosas fue la Gonghuin (Konghu-in) de Yeo Ok, una de las primeras mujeres poetas en Gojoseon.

### Hyangga

Consonantes coreanas

Hyangga (hangul: 향가, hanja: 鄕 han) fue escrito en coreano utilizando hanja modificado en un sistema que se llama idu (hangul: 이두, hanja: 吏 讀), literalmente "escrituras del escribano". Específicamente, la variedad de idu utilizada para escribir hyangga a veces se llamaba " hyangchal ". Idu era un sistema que usaba caracteres de hanja para expresar coreano. La clave del sistema era utilizar algunos caracteres hanja para su propósito previsto, su significado y otros para su pronunciación, ignorando su significado pictográfico. En la superficie, parece ser un sistema complicado, incluso incomprensible, pero después de usar el sistema uno se siente cómodo con ciertos caracteres que representan constantemente las palabras coreanas.
Hyangga fue la primera forma de poesía exclusivamente coreana. Solo veinticinco sobrevivieron. El Samguk Yusa contiene 14 poemas y el " Gyunyeojeon ", un conjunto de biografías de monjes prominentes, contiene once poemas. Ambas obras clásicas fueron escritas mucho después del reino Silla unificada, en la subsiguiente dinastía Goryeo, sin embargo, los poemas en el Samguk Yusa parecen estar basados en registros ya no existentes del período de Silla.
Hyangga se caracteriza por una serie de reglas formales. Los poemas pueden consistir en cuatro, ocho o diez líneas. Los poemas de diez líneas son los más desarrollados, estructurados en tres secciones con cuatro, cuatro y dos líneas, respectivamente. Muchos de los poemas de diez líneas fueron escritos por monjes budistas. Y los temas budistas predominan en los poemas. Otro tema dominante fue "muerte". Muchos de los poemas son elogios para los monjes, los guerreros y los miembros de la familia.

### Canciones de Goryeo
El período de Goryeo estuvo marcado por un uso creciente de caracteres hanja. Hyangga desapareció en gran parte como una forma de literatura coreana, y "Goryeo gayo" (hangul: 고려 가요, literalmente "canciones de Goryeo") se hizo más popular. La mayoría de las canciones de Goryeo fueron transmitidas oralmente y muchas sobrevivieron hasta el período de Joseon, cuando algunas de ellas fueron escritas usando hangul.
La forma poética de las canciones de Goryeo se conoce como pyolgok o changga (hangul: 별곡). Floreció durante la dinastía media y tardía de Koryo. Se caracteriza por un estribillo en el medio o al final de cada estrofa. El estribillo establece un estado de ánimo o tono que lleva la melodía y el espíritu del poema o vincula un poema compuesto de partes discretas con diferentes contenidos. El tema de la mayoría de estos poemas anónimos es el amor, cuyas alegrías y tormentos se expresan en un lenguaje franco y poderoso. Los poemas fueron cantados a acompañamientos musicales principalmente por mujeres animadoras, conocidas como kisaeng. Hay dos formas distintas: dallyeonche (단련 체) y yeonjanche (연 잔체). El primero es una forma más corta en la que el poema entero se puso en una sola estrofa, mientras que el último es una forma más extendida en la que el poema se coloca en varias estrofas. Las canciones de Goryeo se caracterizan por su falta de forma clara y por su mayor duración. La mayoría son directos en su naturaleza y cubren aspectos de la vida en común.

### Sijo y Gasa
Sijo y gasa están estrechamente vinculados al desarrollo del hangul en el período temprano de Joseon. A medida que Hangul se creó, akjang se desarrolló como una forma de observar partituras usando el alfabeto coreano. Al propio rey Sejong se le atribuye la compilación de canciones budistas.
Sijo (literalmente canción actual) era común en el período de Joseon. Aunque su forma poética se estableció a finales del período de Goryeo, no se hizo popular hasta el período de Joseon. Muchos de los sijos reflejaban el pensamiento confuciano; el tema de la lealtad es común. Sijo se caracteriza por una estructura de tres estrofas de cuatro pies cada una. Cada pie contiene de tres a cuatro sílabas, excepto en la tercera estrofa, donde se supone que el primer pie tiene 3 sílabas y el segundo pie puede tener hasta siete. Se cree que Sijo fue popular entre la gente común.
Gasa es una forma de verso, aunque su contenido puede incluir más que la expresión del sentimiento individual, como las advertencias morales. Gasa es una forma simple de verso, con pies gemelos de tres o cuatro sílabas cada uno. Algunos consideran que la gasa es una forma de ensayo. Los temas comunes en gasa eran la naturaleza, las virtudes de los caballeros o el amor entre el hombre y la mujer.

## Prosa
La literatura en prosa coreana se puede dividir en narrativas, ficción y miscelánea literaria. Las narraciones incluyen mitos, leyendas y cuentos populares que se encuentran en los registros escritos. Las principales fuentes de estas narrativas son los dos grandes registros históricos compilados en chino clásico durante la era de Koryo: Samguk Sagi (1146; "Registro histórico de los tres reinos") y Samguk Yusa (1285; "Objetos de recuerdo de los tres reinos"). Los mitos más importantes son los relacionados con el Sol y la Luna, la fundación de Corea por Tangun y las vidas de los reyes antiguos. Las leyendas tocan el lugar y los nombres personales y los fenómenos naturales. Los cuentos populares incluyen historias sobre animales; ogros, duendes y otros seres sobrenaturales; bondad recompensada y mal castigado; y astucia y astucia Debido a que el compilador del Samguk yusa era un maestro Zen, su colección incluye las vidas de los santos budistas; el origen de los monasterios, stupas y campanas; relatos de milagros realizados por Budas y bodhisattvas; y otros cuentos ricos en chamanismo y elementos budistas. También incluye los 14 Hyangga mencionados anteriormente. Las compilaciones hechas en el período de Koryo preservaron las historias de los tiempos prehistóricos, de los Tres Reinos y de la dinastía Silla y han seguido siendo las fuentes básicas de dicho material. Las compilaciones posteriores hechas durante la dinastía Yi sirvieron como una importante fuente de materiales para la posterior dinastía Yi de ficción.

### Ficción
La ficción coreana se puede clasificar de varias maneras. Primero, hay ficción coreana escrita en chino y escrita en coreano. En segundo lugar, están los trabajos breves de un volumen, trabajos "medianos" de aproximadamente 10 volúmenes y trabajos largos de más de 10 volúmenes. En tercer lugar, hay obras de escritores yangban y las de escritores comunes. Con respecto a la última clasificación, sin embargo, también hay un grupo de obras ficticias en las que se combinan los puntos de vista del yangban y el plebeyo. La mayor parte de esta ficción se basó en las narrativas mencionadas anteriormente, y el autor agregó incidentes y personajes a la historia original. No es posible asignar fechas definidas o autores a la mayoría de estos trabajos. Las historias son generalmente didácticas, enfatizan la conducta moral correcta y casi siempre tienen finales felices. Otra característica general es que las narraciones escritas por los autores yangban se establecen en China, mientras que las escritas por los plebeyos se establecen en Corea.
La miscelánea literaria consiste en anotaciones al azar por el yangban sobre cuatro temas generales: historia, biografía, autobiografía y crítica poética. Al igual que la ficción, estos apuntes se consideraron fuera del ámbito de la prosa china oficialmente sancionada (p. Ej., Memoriales, elogios y registros), pero proporcionaron al yangban una posibilidad de expresión personal. Por lo tanto, su descripción de las costumbres, los modales y el espíritu de los tiempos en que fueron compuestos hacen de estos escritos una parte esencial de la prosa coreana.
El primer trabajo clásico conocido de la ficción coreana es Geumo Sinhwa (신화 鰲 新 신화 신화 Nuevas historias del Monte Geumo) por Kim Si-seup (김시습). Fue escrito en caracteres chinos. Desde el siglo XVII en adelante, la ficción se hizo cada vez más popular y más fácilmente disponible a través de esquemas de alquiler de libros.
La ficción basada en Pansori fue una forma de ficción particularmente popular, que apareció a fines del siglo XVII y principios del XVIII, basada en los cinco pansori transmitidos oralmente (Chunhyangga, Simcheongga, Heungbuga, Jeokbyeokga y Sugungga). Aunque se basó en canciones tradicionales más antiguas, fue compuesta en su forma actual en la década de 1870 por el escritor del pansori, y se caracterizó por los estereotipos humanos de la gente común de la época.
A mediados de la época de Joseon, se publicaron historias parecidas a las parábolas. Hacia el final del período de Joseon, muchos escritores habían empezado a desviarse de las convenciones ortodoxas de la literatura china clásica, y la literatura sobre gente común como mercaderes, ladrones o gisaeng era algo común.
- Kim Manjung (1637-1692) escribió El sueño de la nube de los nueve.
- Cuento de Hong Gildong (홍길동전)
- Chunhyangjeon es una novela de kodae sosol (고대 소설) basada en el pansori Chunhyangga .
- Varias vidas del poeta Choe Chiwon han bajado: en Hanmun el Choegounjeon (최고 운전) Choemunhonjeon (최문헌 전), en hangul el *Choechungjeon (최 충전, 崔 忠 崔), La historia de los fieles Choe.

### Literatura oral
La literatura oral incluye todos los textos que se transmitieron oralmente de generación en generación hasta la invención de Hangul (han'gul): baladas, leyendas, juegos de máscaras, textos de marionetas y textos de p'ansori ("canto de cuentos").
A pesar de la actividad literaria altamente desarrollada de principios de la historia de Corea, las letras de las canciones no se grabaron hasta la invención de Hangul (han'gul). Estos textos transmitidos oralmente se clasifican como baladas y se clasifican según el cantante (masculino o femenino), el tema (oración, trabajo, ocio) y el estilo de canto regional (área capital, oeste y sur). Las canciones de muchos intérpretes vivos, algunos de los cuales han sido designados como "tesoros nacionales intangibles" por el gobierno de Corea del Sur, todavía se están grabando.
Las leyendas incluyen todas esas historias populares transmitidas oralmente y no registradas en ninguno de los registros escritos. Estas leyendas fueron durante mucho tiempo la principal forma de entretenimiento literario que disfrutaba la gente común. Se ocupan de animales personificados, trucos elaborados, la participación de los dioses en los asuntos humanos y el origen del universo.